# La Candelaria, Hidalgo
La Candelaria är en ort i Mexiko.   Den ligger i kommunen Huejutla de Reyes och delstaten Hidalgo, i den sydöstra delen av landet, 200 km norr om huvudstaden Mexico City. La Candelaria ligger 197 meter över havet och antalet invånare är 882.
Terrängen runt La Candelaria är kuperad åt sydväst, men åt nordost är den platt. Runt La Candelaria är det ganska tätbefolkat, med 199 invånare per kvadratkilometer. Närmaste större samhälle är Huejutla de Reyes, 6,3 km norr om La Candelaria. Omgivningarna runt La Candelaria är en mosaik av jordbruksmark och naturlig växtlighet.